# Diana Cooper
Pour les articles homonymes, voir Cooper.
Diana Olivia Winifred Maud Cooper, vicomtesse Norwich, née Lady Diana Manners à Londres (Royaume-Uni) le 29 août 1892 et morte dans cette ville le 16 juin 1986, est une femme du monde britannique, figure glamour célèbre, tant à Londres qu'à Paris.

## Biographie
Diana Manners est née à Londres, la fille de Violet Manners et, officiellement, d'Henry Manners, plus tard le 8e duc de Rutland. Son père biologique en fait est Harry Cust, l'amant de longue date de sa mère et le propriétaire d'une propriété voisine près du château de Belvoir, le siège des ducs de Rutland.
Dès son début dans la société en 1911, elle est une sensation de la presse, qui rapporte tous les détails de sa vie sociale,. Elle a fait partie du The Coterie, groupe d'intellectuels dont la plupart ont été tués pendant la Première Guerre mondiale. Elle s'engage comme infirmière pendant la Première Guerre, d'abord à Guy's Hospital et plus tard à l'hôpital établi par sa mère à la maison familiale à Londres.
Elle épouse l'un des rares survivants, Duff Cooper, plus tard ambassadeur britannique en France. Elle est la mère de l'historien et scénariste John Julius Norwich.
Comme ambassadeur et ambassadrice à Paris après la Deuxième Guerre mondiale, les Cooper « ont fourni un glamour qui a mis l'ambassade au centre de la vie sociale de Paris ». Après que Duff Cooper ait pris sa retraite en 1947, les Cooper restent en France au château de Saint-Firmin à Chantilly. Le choix du couple de demeurer en France suscita la controverse, car il contrevenait aux usages diplomatiques établis ; leur aura persistante dans les cercles mondains parisiens, ainsi que leur talent d’hôtes, conféraient à leur résidence les allures d’une ambassade britannique parallèle,.
Après la mort de son mari, elle écrit trois volumes de mémoires, sources importantes sur la vie de la classe supérieure du début du XXe siècle.
Elle sert d'inspiration de plusieurs personnages littéraires : « Mrs Stitch » dans le roman Scoop par Evelyn Waugh, « Lady Artemis Hooper » dans La Verge d'Aaron par D. H. Lawrence, « Lady Queenie Paulle » dans Les Jolies Femmes par Arnold Bennett. Son ami Enid Bagnold décrit sa vieillesse dans Les Aimés et les Enviés.

## Filmographie
- 1918 : Cœurs du monde (Hearts of the World) de D. W. Griffith : infirmière
- 1918 : Le Grand Amour, aussi À côté du bonheur (The Great Love)
- 1922 : La Glorieuse Aventure : Lady Beatrice Fair
- 1923 : La Reine Élisabeth (The Virgin Queen) : la reine Élisabeth Ire